# Hundred Flowers Awards
A Hundred Flowers Awards (egyszerűsített kínai: 大众百花奖; hagyományos kínai: 大眾百花獎; pinyin: Dazhong Baihua Jiang, magyaros átírás szerint: Tacsung pajhua csiang) egy 1962-ben alapított elismerés, mely a Golden Rooster-díjjal együtt a legtekintélyesebb díj a filmszakma számára.
Az 1963-as második díjkiosztó rendezvény után tizenhét év szünet következett, és 1980-tól évente rendezték meg az eseményt. Eredetileg a Golden Rooster fesztivál és a Hundred Flowers Awards néven kiosztott díj fesztiválja két különálló esemény volt. A két fesztivált 1992-ben egyetlen nemzeti eseménnyé olvasztották össze.
A People's Film magazin által szponzorált díjátadás a mozinézők véleményét tükrözi. Emiatt tömegdíjként is szokták emlegetni (Mass Film Hundred Flowers Awards). Minden évben a magazin olvasói adják le szavazataikat az egyes kategóriákban, és a számok döntik el, mely filmek és színészek kapják meg.
A díjátadás során hét díjat adnak át öt kategóriában.

## Kategóriák
- Legjobb film - három díjat adnak át
- Legjobb színész
- Legjobb színésznő
- Legjobb férfi mellékszereplő
- Legjobb női mellékszereplő

## Győztesek
| Év           | Magyar cím         | Angol cím                                          | Kínai cím          | Rendező                            |
| ------------ | ------------------ | -------------------------------------------------- | ------------------ | ---------------------------------- |
| 1962         |                    | The Red Detachment of Women                        | 红色娘子兵         | Xie Jin                            |
| 1963         |                    | Li Shuangshuang                                    | 李双双             | Lu Ren                             |
| 1964 to 1979 |                    |                                                    | N.A.               | N.A.                               |
| 1980         |                    | Ji Hongchang                                       | 吉鸿昌             | Li Guanghui                        |
| 1980         |                    | Tearstains                                         | 泪痕               | Li Wenhua                          |
| 1980         |                    | Little Flower                                      | 小花               | Zhang Zheng                        |
| 1981         |                    | Romance on Lushan Mountain                         | 庐山恋             | Huang Zhumo                        |
| 1981         |                    | Legend of the Tianyun Mountain                     | 天云山传奇         | Xie Jin                            |
| 1981         |                    | The Seventh-Rank Sesame Seed-Sized Official        | 七品芝麻官         | Xie Tian                           |
| 1982         |                    | In-Laws                                            | 喜盈门             | Zhao Huanzhang                     |
| 1982         |                    | Longing for Home                                   | 乡情               | Hu Bingliu, Vang Csin              |
| 1982         |                    | The White Snake                                    | 白蛇传             | Fu Chaowu                          |
| 1983         | A középkorban      | At Middle Age                                      | 人到中年           | Wang Qiming, Sun Yu                |
| 1983         |                    | The Herdsman                                       | 牧马人             | Xie Jin, Huang Shuqin              |
| 1983         |                    | Rickshaw Boy                                       | 骆驼祥人           | Ling Zifeng                        |
| 1984         |                    | Our Niu Baisui                                     | 咱们的牛百岁       | Zhao Huanzhang                     |
| 1984         |                    | Ward 16                                            | 十六号病房         | Zhang Yuan, Yu Yanfu               |
| 1984         |                    | The Story Should Not Have Happened                 | 不该发生的故事     | Zhang Hui                          |
| 1985         |                    | Wreaths at the Foot of the Mountain                | 高山下的花环       | Xie Jin                            |
| 1985         |                    | The Girl in Red                                    | 红衣少女           | Lu Xiaoya                          |
| 1985         | Élet               | Life                                               | 人生               | Vu Tien-ming (Wu Tianming)         |
| 1986         |                    | Juvenile Delinquents                               | 少年犯             | Csang Liang                        |
| 1986         | Hajnal             | Sunrise                                            | 日出               | Yu Benzheng                        |
| 1986         |                    | Our Retired Veterans                               | 咱们的退伍兵       | Zhao Huanzhang                     |
| 1987         |                    | Sun Zhongshan                                      | 孫中山             | Ding Yinnan                        |
| 1987         |                    | Hibiscus Town                                      | 芙蓉鎮             | Xie Jin                            |
| 1987         |                    | The Battle of Tai'erzhuang                         | 血战台儿庄         | Yang Guangyuan, Zhai Junjie        |
| 1988         |                    | Red Sorghum                                        | 紅高梁             | Zhang Yimou                        |
| 1988         |                    | Old Well                                           | 老井               | Vu Tien-ming (Wu Tianming)         |
| 1988         |                    | The Wilderness                                     | 原野               | Ling Zi                            |
| 1989         |                    | Chun Tao alias A Woman for Two                     | 春桃               | Ling Zifeng                        |
| 1989         |                    | The Village of Widows                              | 寡妇村             | Wang Jin                           |
| 1989         |                    | The Republic Will Never Forget                     | 共和国不会忘记     | Zhai Junjie                        |
| 1990         |                    | Founding Ceremony                                  | 开国大典           | Li Qiankuan, Xiao Guiyun           |
| 1990         |                    | Black Snow                                         | 本命年             | Xie Fei                            |
| 1990         |                    | The Kunlun Column                                  | 巍巍昆仑           | Hao Guang, Jing Mukui              |
| 1991         |                    | Jiao Yulu                                          | 焦裕祿             | Wang Jixing                        |
| 1991         |                    | Dragon Year Cops                                   | 龙年警官           | Huang Jianzhong, Li Ziyu           |
| 1991         |                    | Peking Duck Restaurant                             | 老店               | Gu Rong                            |
| 1992         |                    | Decisive Engagement: The Liaoxi Shenyang Campaign  | 大決戰             | Li Jun                             |
| 1992         |                    | Zhou Enlai                                         | 周恩来             | Ding Yinnan                        |
| 1992         |                    | The Spring Festival                                | 过年               | Huang Jianzhong                    |
| 1993         | A vörös lámpások   | Raise the Red Lantern                              | 大红灯笼高高挂     | Zhang Yimou                        |
| 1993         | Kjú Dzsű története | The Story of Qiu Ju                                | 秋菊打官司         | Zhang Yimou                        |
| 1993         |                    | Yang Guifei                                        | 杨贵妃             | Lin Jialin                         |
| 1994         |                    | Country Teachers                                   | 鳳凰琴             | He Qun                             |
| 1994         |                    | Chongqing Negotiation                              | 重庆谈判           | Li Qiankuan, Qiao Guiyun, Li Yifei |
| 1994         |                    | An Artillery Major                                 | 炮兵少校           | Zhao Weiheng                       |
| 1995         |                    | The Accused Uncle Shangang                         | 被告山杠爺         | Fan Yuan                           |
| 1995         |                    | Probation within the Village                       | 留村查看           | Lei Xianhe, Wang Xingdong          |
| 1995         |                    | A Fatherless Girl                                  | 一个独生女的故事   | Guo Lin                            |
| 1996         |                    | Red Cherry                                         | 紅櫻桃             | Ye Daying                          |
| 1996         |                    | The July 7th Incident                              | 七七事变           | Li Xiankuan, Xiao Guiyun           |
| 1996         |                    | The Strangers in Beijing                           | 混在北京           | He Qun                             |
| 1997         |                    | Red River Valley aka A Tale of the Sacred Mountain | 红河谷             | Feng Xiaoning                      |
| 1997         |                    | The Breakthrough 2                                 | 大转折             | Wei Lian                           |
| 1997         |                    | Days Without a Hero                                | 离开雷锋的日子     | Lei Xianhe, Kang Ning              |
| 1998         |                    | Part A Part B alias The Dream Factory              | 甲方乙方           | Feng Xiaogang, Jiang Feng          |
| 1998         |                    | The Opium War                                      | 鴉片戰爭           | Xie Jin                            |
| 1998         |                    | The Long March                                     | 长征               | Zhai Junjie                        |
| 1999         |                    | Male Sorority Director                             | 男妇女主任         | Zhang Huizhong                     |
| 1999         |                    | The Matchmaker                                     | 红娘               | Huang Jianzhong                    |
| 1999         |                    | Not One Less                                       | 一个都不能少       | Zhang Yimou                        |
| 2000         |                    | The Road Home                                      | 我的父親母親       | Zhang Yimou                        |
| 2000         |                    | Lover's Grief over the Yellow River                | 黄河绝恋           | Feng Xiaoning                      |
| 2000         |                    | National Anthem                                    | 国歌               | Wu Ziniu                           |
| 2001         |                    | Fatal Decision                                     | 生死抉择           | Yu Benzhen                         |
| 2001         |                    | Breaking the Silence                               | 漂亮妈妈           | Sun Zhou                           |
| 2001         |                    | Fragrant Vows                                      | 芬芳誓言           | Wang Xiaotang                      |
| 2002         |                    | A Young Prisoner's Revenge                         | 法官妈妈           | Mu Teyuan                          |
| 2002         |                    | 25 Kids and a Dad                                  | 二十五个孩子一个爹 | Huang Hong                         |
| 2002         |                    | Big Shot's Funeral                                 | 大腕               | Feng Xiaogang                      |
| 2003         | Hős                | Hero                                               | 英雄               | Zhang Yimou                        |
| 2003         |                    | Charging Out Amazon                                | 衝出亞馬遜         | Song Yaming                        |
| 2003         |                    | Deng Xiaoping                                      | 邓小平             | Deng Yinan                         |
| 2004         |                    | Cell Phone                                         | 手机               | Feng Xiaogang                      |
| 2004         | Warm Spring        | Warm Spring                                        | 暖春               | Tana Wulan                         |
| 2004         |                    | A SARS journey                                     | 惊心动魄           | Wang Jia, Shen Dong                |
| 2006         |                    | Zhang Side                                         | 张思德             | Yin Li                             |
| 2006         | A pofonok földje   | Kung Fu Hustle                                     | 功夫               | Stephen Chow                       |
| 2006         |                    | Between Life and Death                             | 生死牛玉儒         | Zhou Youzhao                       |
| 2008         | Gyűlés             | Assembly                                           | 集结号             | Feng Xiaogang                      |
| 2008         |                    | The Knot                                           | 云水谣             | Yin Li                             |
| 2008         |                    | Invisible Wings                                    | 隐形的翅膀         | Feng Zhenzhi                       |
| 2010         |                    | The Founding of a Republic                         | 建国大业           | Han Sanping Huang Jianxin          |
| 2010         |                    | Mulan                                              | 花木兰             | Jingle Ma                          |
| 2010         |                    | Jing Tian Dong Di                                  | 惊天动地           | Wang Jia Shen Dong                 |